# Petrocephalus tenuicauda
Petrocephalus tenuicauda är en fiskart som först beskrevs av Steindachner, 1894.  Petrocephalus tenuicauda ingår i släktet Petrocephalus och familjen Mormyridae. IUCN kategoriserar arten globalt som livskraftig. Inga underarter finns listade i Catalogue of Life.